# Церковь Рождества Пресвятой Богородицы (Теляково)
Церковь Рождества Пресвятой Богородицы — православная церковь в деревне Новый посёлок (Теляково) Ярославской области Тутаевского района. Памятник архитектуры XIX века. Закрыта, требует реставрации.

## Архитектура
Церковь Рождества Пресвятой Богородицы построена на месте утраченной деревянной церкви XVI—XVII веков. Пятиглавый собор сложен из красного кирпича. Имеет декоративные элементы: аркатурно-колончатые пояса, горизонтальные тяги-филёнки и др.
Выделяется лаконичностью декора, так как строилась всем миром. Частично сохранились храмовые росписи.
Имеет три престола:
- Престол во имя Рождества Пресвятой Богородицы;
- Престол во имя святителя Николая, архиепископа Мир Ликийских, чудотворца;
- Престол имя праведных Богоотец Иоакима и Анны.

Колокольня четырёхъярусная, квадратная. Третий и четвёртый ярусы украшены колоннами.

## История
Церковь построена в 1812 году на средства прихожан. Находилась в селе Никола-Теляково. Имела две деревянных часовни, находящиеся при большой пошехонской дороге; одна близ села Теляково, другая — у деревни Першино.
Церковной земли было 40 дес. 2193 кв. сажен. Имелся церковный деревянный дом для жительства священника. Церковного капитала в билетах 1105 руб. Причта но штату положено быть: священнику и псаломщику. Причтового капитала — 1932 руб. Казённого жалованья причту 392 руб. (1908 г.)
К церковному приходу относились деревни: Теляково, Молоково, Морозово, Петрово, Каменка, Муромцево, Петрушино, Ванчино, Палкино, Охотино, Фефилово, Горбово, Финятино, Займище, Першино-Заречье, Холмово, Путиловка, Чистяково, Петуховка, Липовка, Галкино, Волково, Заречье-Дальнее.
При церкви работала церковно-приходская школа.
В исповедной за 1812 год священником церкви с. Н.Теляково значится Алексей Прокопьев. Дьякон Василий Иванов. Дьячок Андрей Афонасьев.
Закрыта в 1930-е годы. В советский период храм использовался под зерновой склад.
Рядом с храмом находится церковное кладбище.

## Фотогалерея

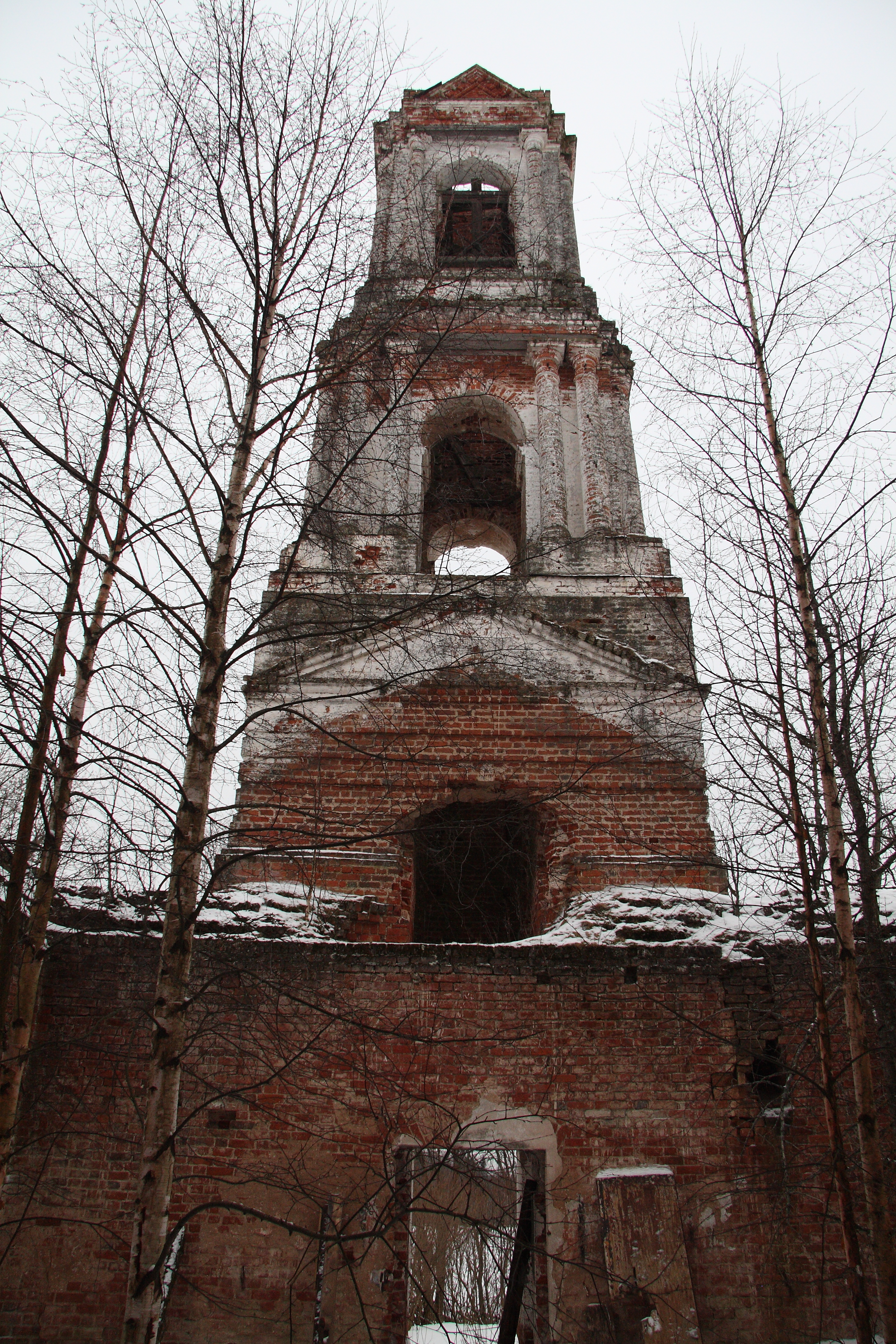
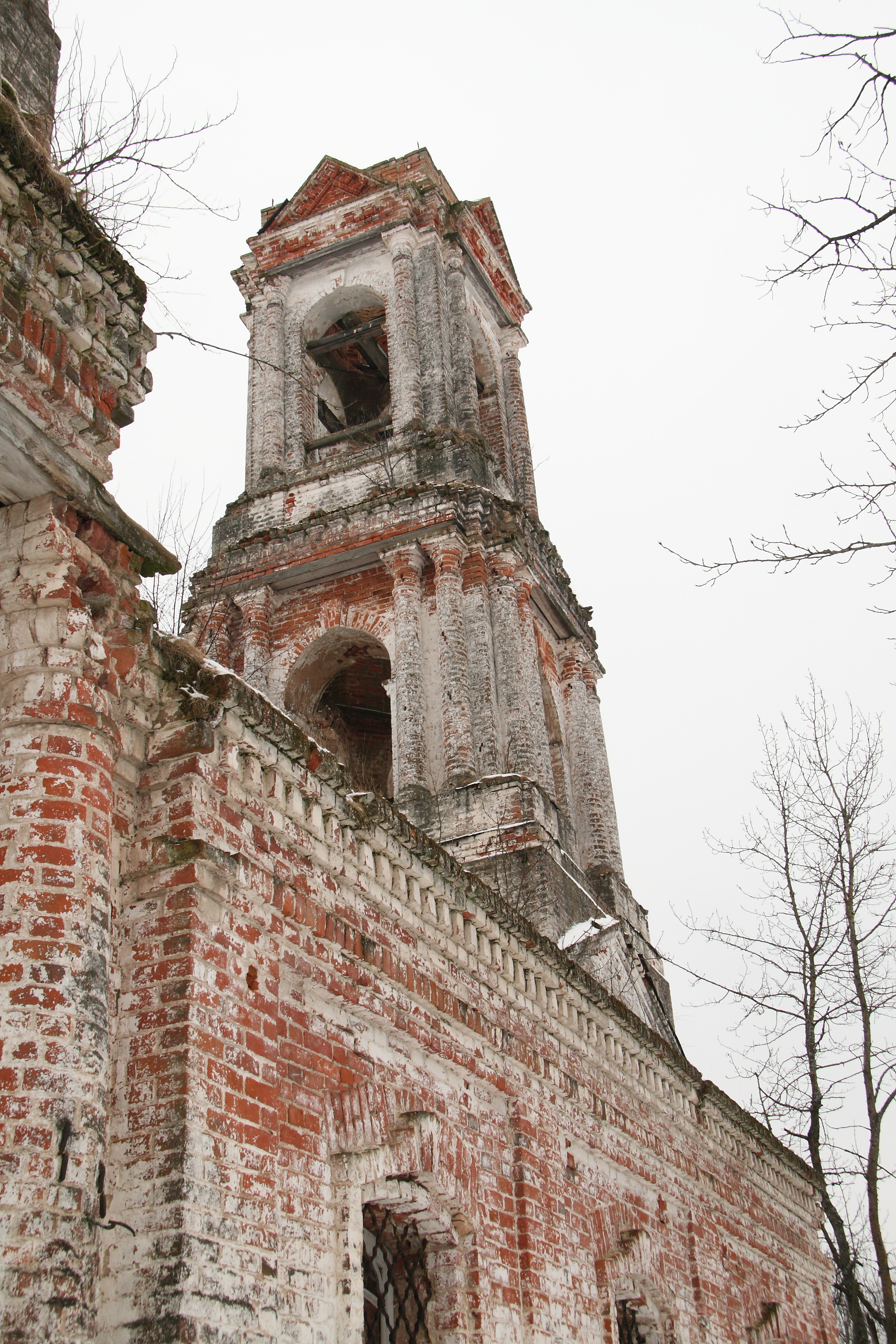
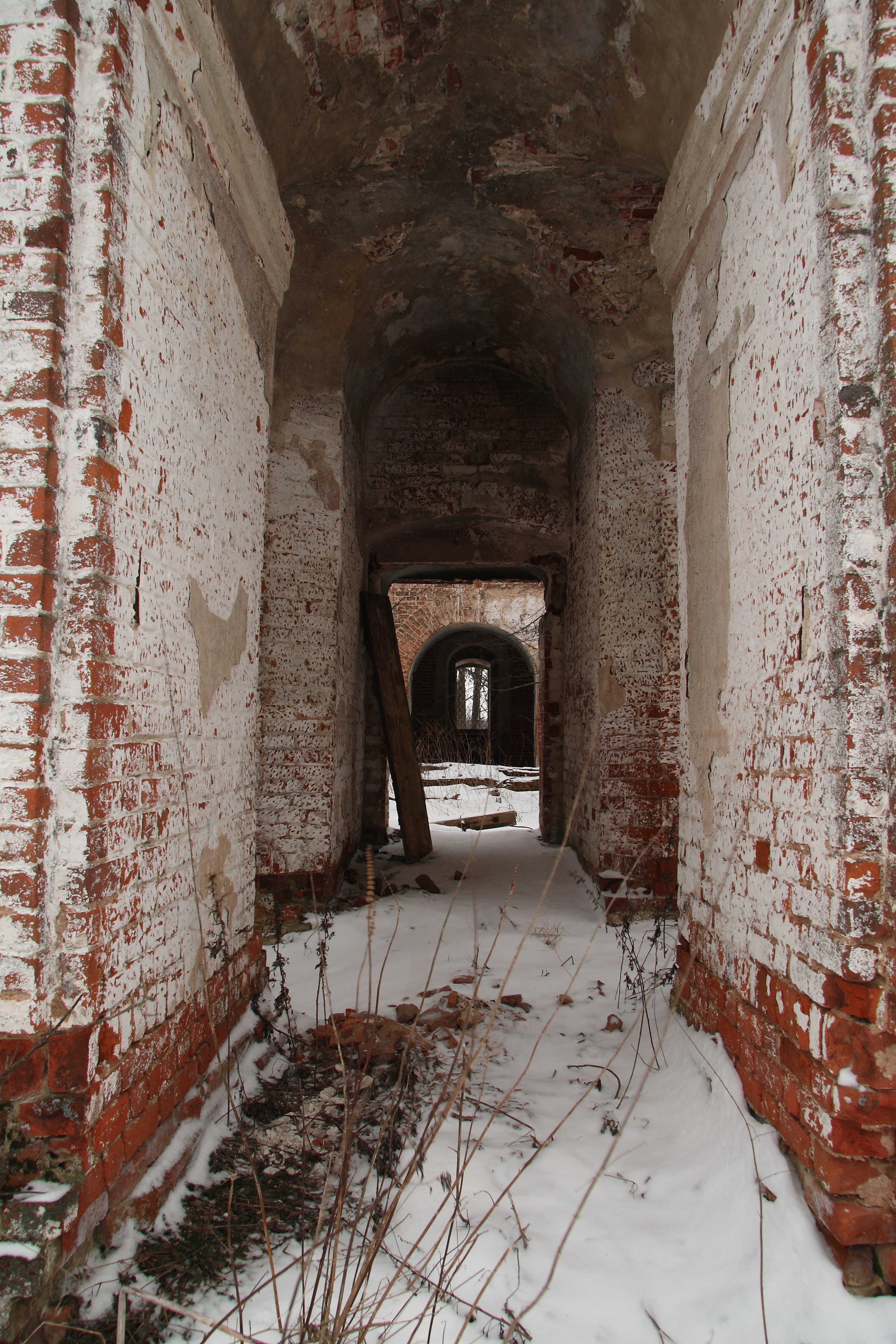
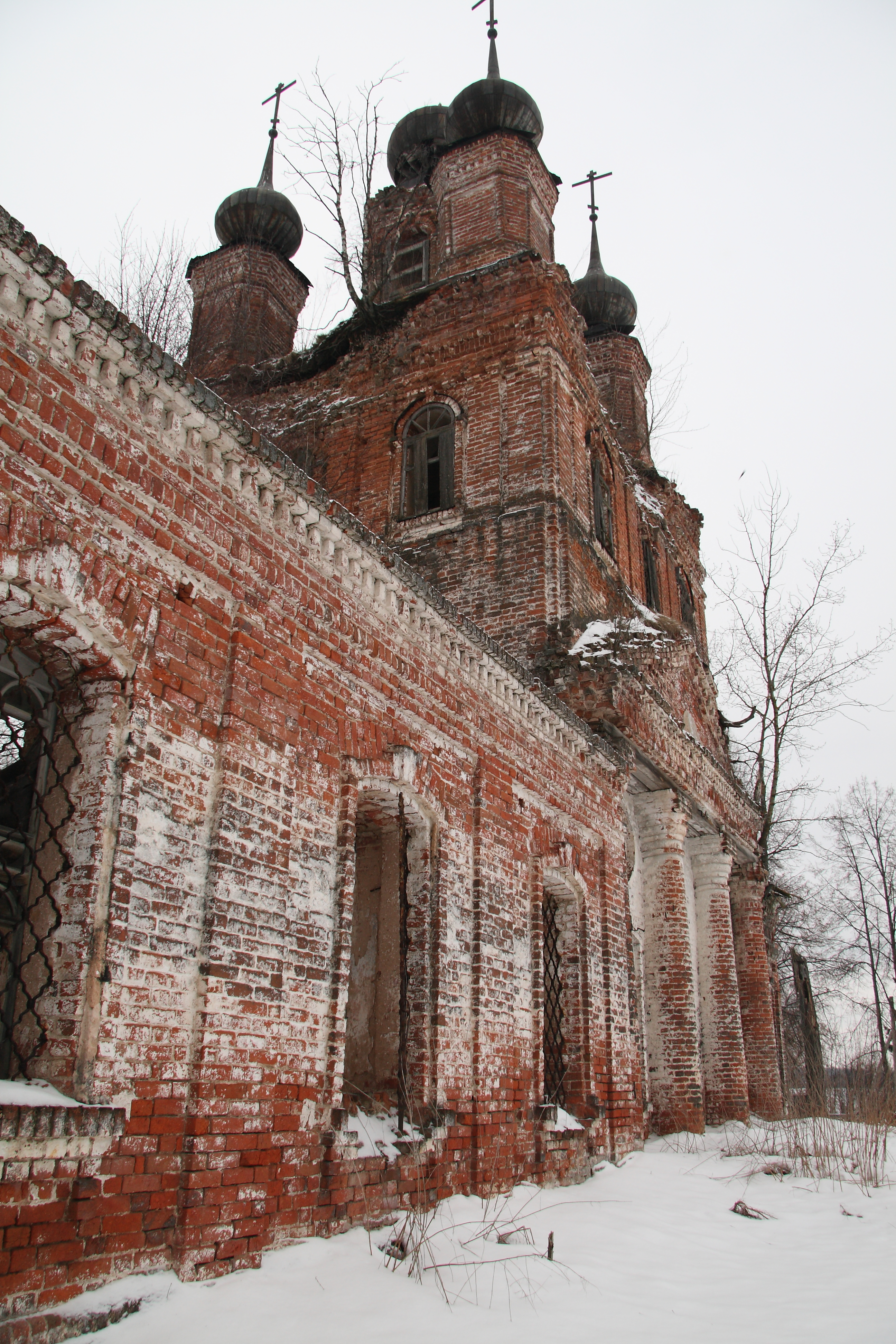
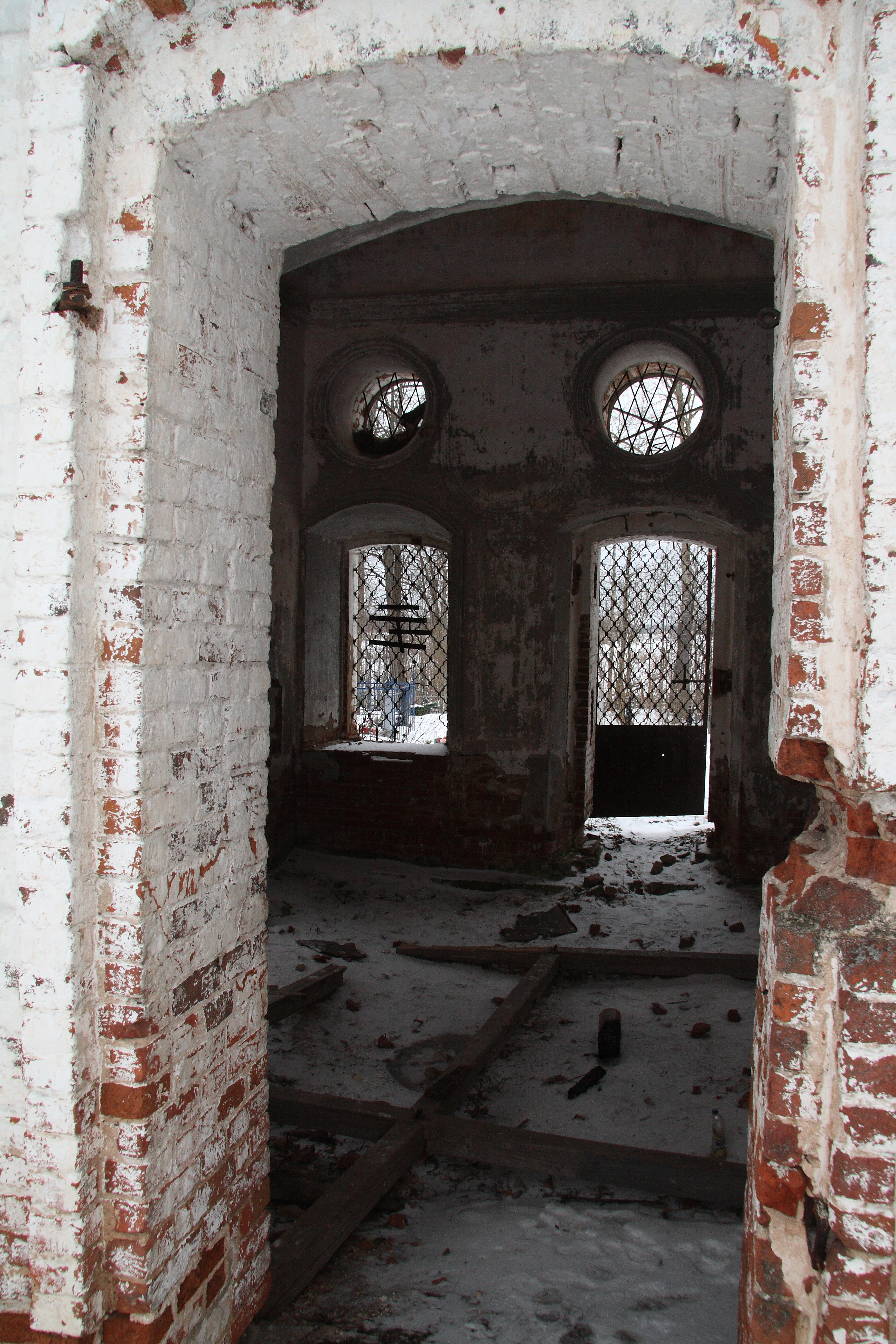
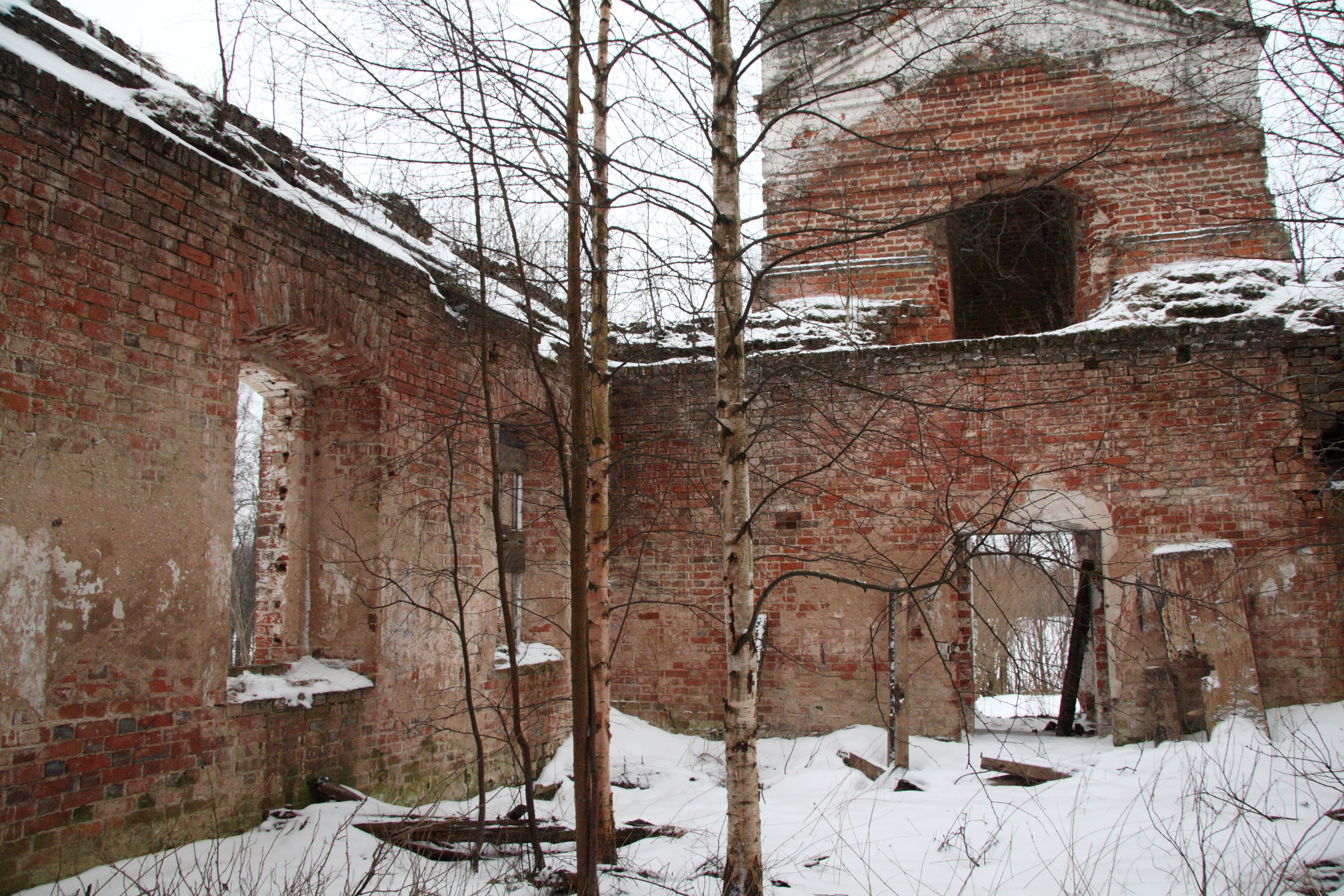
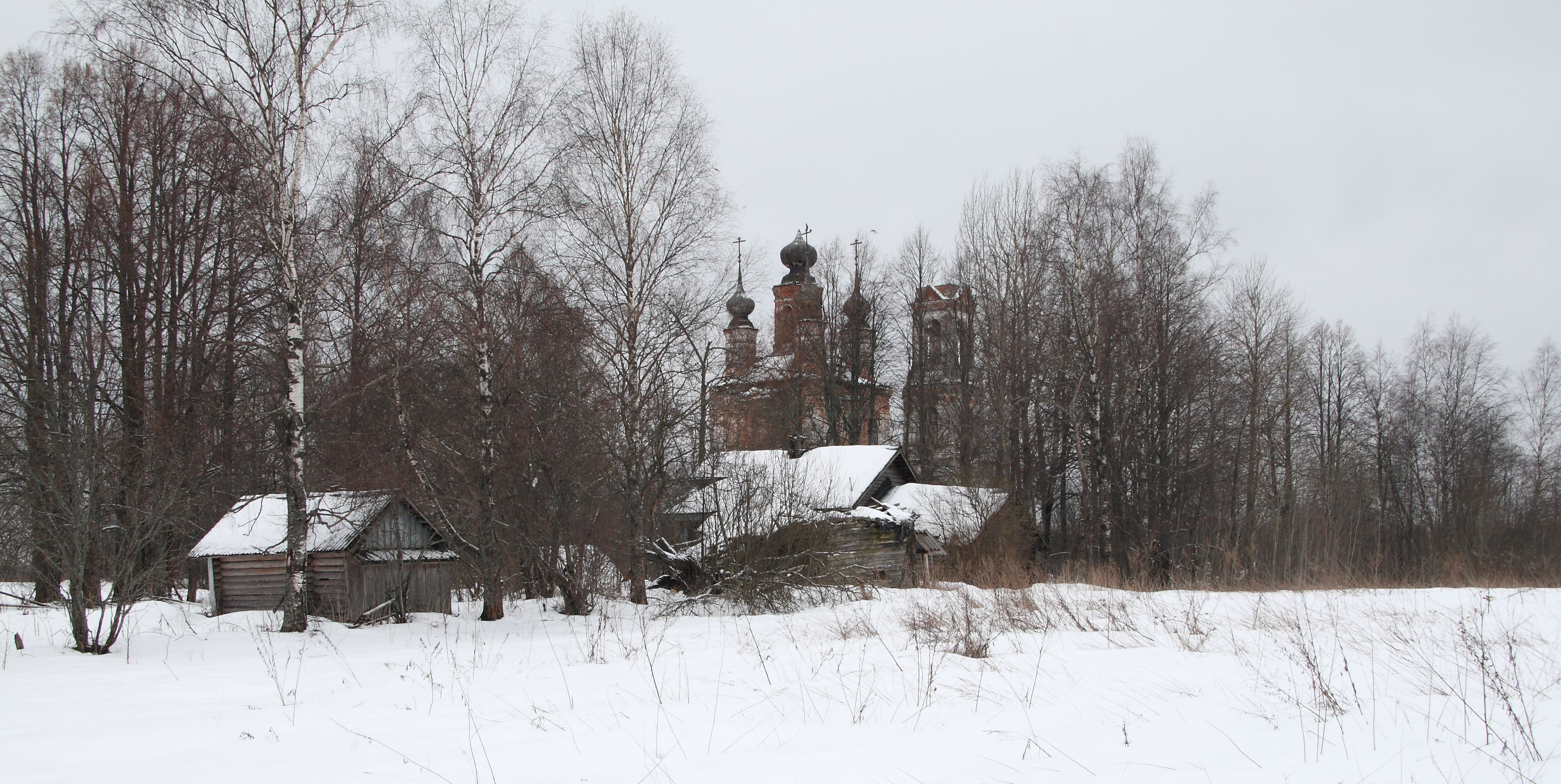
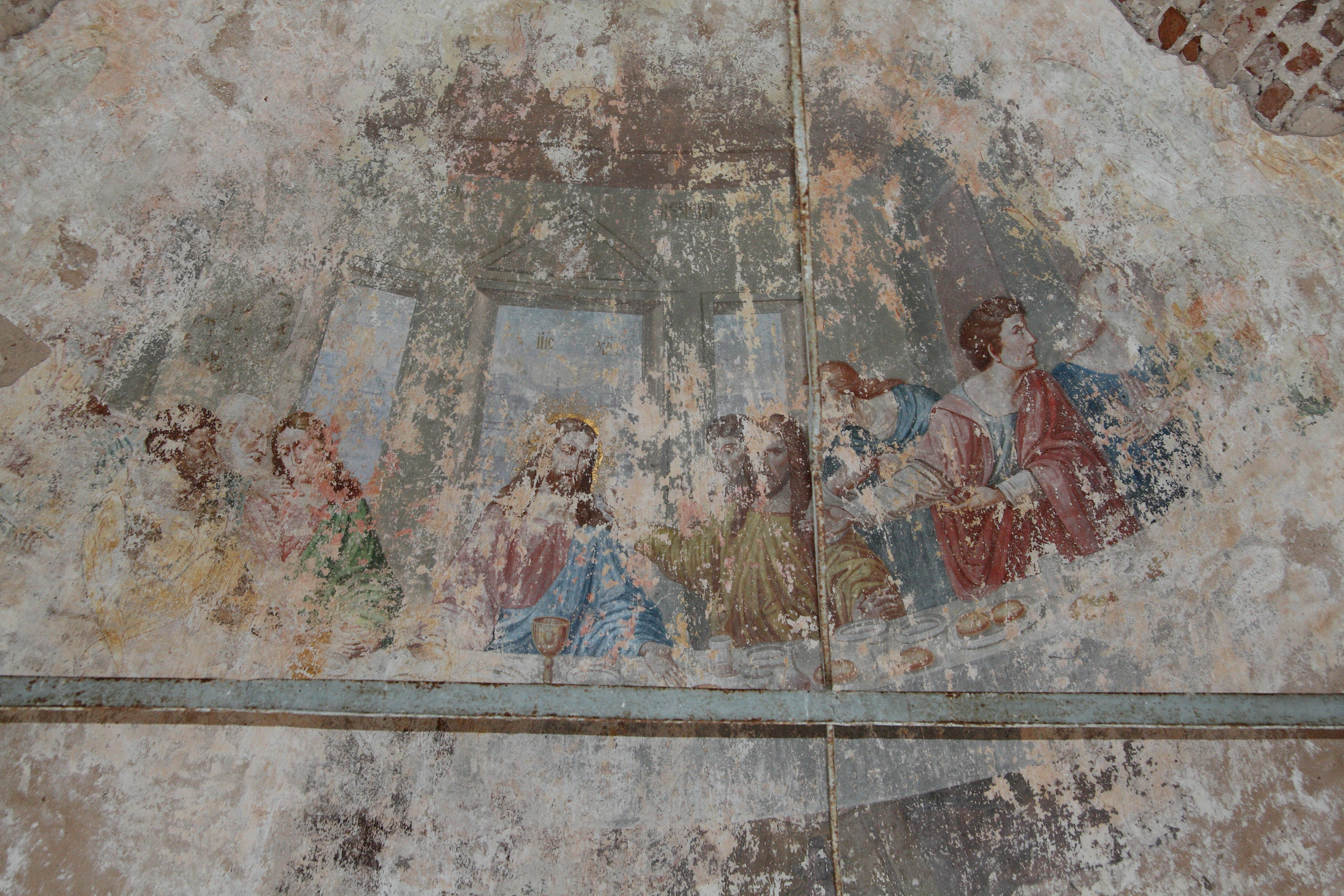